# Krasnokamenskij rajon
Il Krasnokamenskij rajon (in russo Краснокаменский район?) è un municipal'nyj rajon del Territorio della Transbajkalia, nell'Estremo Oriente russo. Istituito il 24 marzo 1977, ricopre una superficie di 5 327,57 chilometri quadrati e ha una popolazione di 55 961 abitanti; il centro amministrativo è la città di Krasnokamensk. Il rajon è suddiviso in una città e 9 comuni rurali. Il maggior fiume del territorio è l'Argun'.